# Pseudomys novaehollandiae
Pseudomys novaehollandiae är en däggdjursart som först beskrevs av Waterhouse 1843.  Pseudomys novaehollandiae ingår i släktet australmöss, och familjen råttdjur. IUCN kategoriserar arten globalt som sårbar. Inga underarter finns listade i Catalogue of Life.
Arten påminner om den vanliga husmusen men Pseudomys novaehollandiae är allmänt lite större. Den har grå päls på ovansidan och vit päls på buken samt på extremiteterna. Svansen är 10 till 15 % längre än bålen och huvudet tillsammans.
Denna gnagare lever i sydöstra Australien och på Tasmanien. Arten vistas i låglandet och i låga bergstrakter upp till 900 meter över havet. Habitatet utgörs av hedar, av öppna skogar och av sandiga regioner med glest fördelad växtlighet nära kusten.
Pseudomys novaehollandiae behöver mjuk jord för att gräva sina bon. Individerna är aktiva på natten och äter främst frön. Dessutom ingår blad, blommor, svampar och små ryggradslösa djur i födan.
Fortplantningen sker under tider med bra tillgång till föda. Unga honor har en kull per år och äldre honor kan ha upp till fyra kullar. Dräktigheten varar cirka 32 dagar och sedan föds 2 till 6 ungar. Ungarna diar sin mor 4 till 6 veckor. Könsmognaden infaller för honor efter 13 veckor och för hanar efter 20 veckor. Många individer faller offer för hundar, tamkatter och rödrävar, som introducerades i regionen.